# 岡崎氏
岡崎氏は相模三浦氏の一族。岡崎義実を祖とする。

## 概要
三浦義継の末子で三浦大介義明の弟である義実は相模国大住郡岡崎に因んで岡崎四郎と号した。これが岡崎氏の始まりである。
岡崎義実は相模西部を支配した中村荘司宗平の娘である桂御前と結婚している。桂御前との息子のうち、嫡男の義忠は現在の平塚市真田に因んで佐奈田氏を称したが、次男の義清は母方の叔父土屋宗遠の養子となって土屋氏を称している。岡崎氏は三浦氏の一族であるが、中村氏との婚姻関係及び根拠地が宗平一族の勢力圏にあることから実質的には中村党の一員と言った方が良い。事実、『吾妻鏡』や『源平盛衰記』等では「土肥・土屋・岡崎の一族」と中村党の有力氏族である土肥・土屋氏と同じ一族として扱われる記述が見出せるからである。
治承4年（1180年）8月9日に源頼朝が挙兵すると岡崎親子はいち早くこの許に馳せ参じている。その後の石橋山の戦いでも岡崎親子は他の三浦党とは異なり、中村党と共に従軍しているが、この場合も中村党の一員として従軍していると言った方が良い。石橋山の戦いは源氏方の大敗で終わり、佐奈田義忠は討ち死にした。その後、義実は平家追討、奥州合戦、鎌倉幕府創立に従事し、89歳まで生きたが、晩年は貧窮した生活を送る等、不遇だったらしい。
正治2年（1200年）6月21日に義実が死ぬと義忠の嫡男で孫の実忠が後を継いだ。建保元年（1213年）5月23日に一族の和田義盛が挙兵すると（和田合戦）、実忠は叔父の土屋義清や中村党とともに一族を引き連れて和田方に加勢した。この戦いで義清は敵の本陣を突こうとして討ち死にし、実忠も一族とともに討ち死にした。ここに岡崎氏は壊滅した。伊豆真田氏は岡崎氏の末裔を称している。

## 一族
- 佐奈田氏
  - 伊豆真田氏
  - 江良氏
  - 倉光氏
  - 中島氏
  - 石崎氏
  - 山内氏
  - 水原氏
- 土屋氏
  - 舞岡氏